# Sylvia Gibson

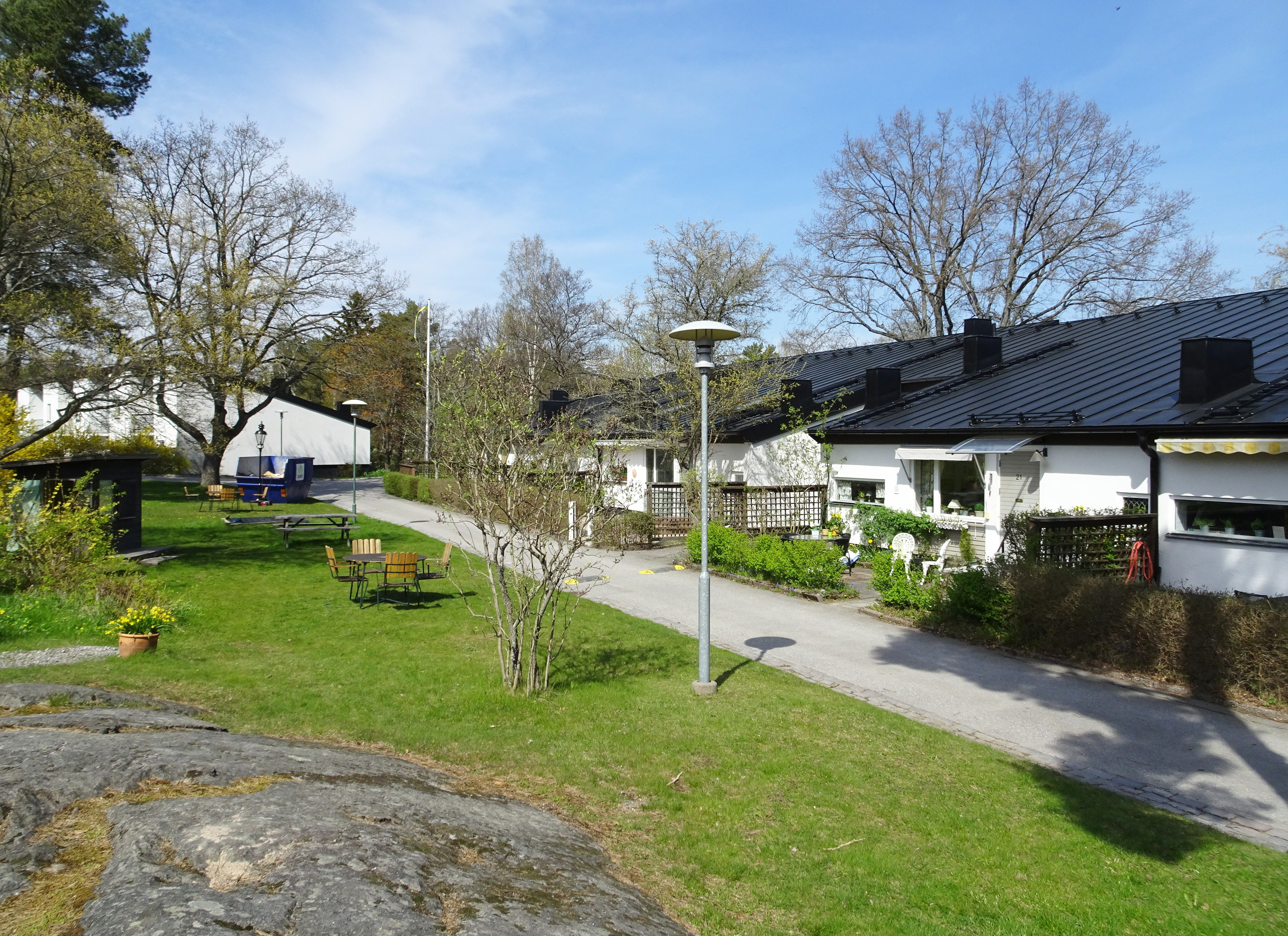
Landschaftsgestaltung an der Reihenhaussiedlung Kampö, Farsta, Stockholm

Sylvia Martina Gibson (* 5. April 1919 in Göteborg; † 29. November 1974 ebenda) war eine schwedische Landschaftsarchitektin, Lehrerin und Verfasserin, die zeitweilig in England und Belgien aktiv war. Sie war die Tochter des Ingenieurs Paul Erik Waern Gibson, der auch Stadtrat in Jönköping war.

## Biografie
Nach einer Anstellung in einem Privatgarten in Schweden studierte Gibson am Horticultural College for Women in Swanley, Kent. Nach erfolgreichem Abschluss war sie in Belgien und Schweden tätig. Bis 1947 besuchte Gibson eine Vorgängereinrichtung der Schwedischen Landwirtschaftsakademie. Während ihrer Anstellung bei Büro Sven A. Hermelins und Inger Wedborn von 1947 bis 1954 entwarf sie zusammen mit den Inhabern ein Abendheim im Stockholmer Stadtteil Svedmyra, Dienstwohnungen des Eisenwerkes Norrbotten, die Villa Meiton in Djursholm, Studentenheime in Uppsala und Wohnquartiere in Hässelby Villastad. Als ersten eigenen Auftrag setzte sie den von Léonie Geisendorf stammenden Entwurf für den Garten der Villa Ranängen in Djusholm um.
Zwischen 1955 und 1966 hatte Gibson ein eigenes Büro in Stockholm, wo sie mit ihren Angestellten die Parks der Krankenhäuser auf Frösön, Vipholm (Ortsteil von Lund), Mellringe (Ortsteil von Örebro), Sundby (Ortsteil von Strängnäs) und Salberga (Ortsteil von Sala) gestaltete. Das Büro war für Gärten an verschiedenen Orten zwischen Sundbyberg im Norden und Vimmerby im Süden verantwortlich. Ein großer Auftrag wurde für die Wohnungsbaugenossenschaft Aroseken im Umfeld von Västerås ausgeführt. Dazu kamen wenige Arbeiten für Ölraffinerien oder Gebäude der Schwerindustrie.
Bis 1974 übernahm Gibson eine Stelle bei der Bauverwaltung in Göteborg, wo sie unter anderem für Analysen im Vorfeld der Errichtung von Wohnquartieren verantwortlich war. Gleichzeitig war sie ab 1967 Dozent an der Architekturabteilung der Kunsthochschule in Stockholm sowie ab 1970 bei der Hochschule Chalmers in Göteborg. Aufgrund ihrer Erfahrung wurde Gibson in nationale und internationale Gesellschaften aufgenommen, wie dem schwedischen Verein für Dendrologie und Parkpflege, den schwedischen Vereinen für Landschaftsarchitektur und Gartenarchitektur sowie der Internationalen Föderation der Landschaftsarchitekten. Für die Föderation gab sie verschiedene Schriften heraus und sie publizierte in den Zeitschriften Hem i Sverige sowie Trädgården som hobby, die nicht wissenschaftlich sind.
Gibsons Arbeiten geben ein gutes Bild der architektonischen Entwicklung in Schweden zwischen 1950 und 1970. Nach ihrem Tod wurde Gibson auf den Östra kyrkogården in Göteborg beigesetzt.